# کینگیسپ
شهر کینگیسپ (به روسی: Кингисепп) در کشور روسیه و در اوبلاست لنینگراد واقع شده‌است.